# Помощник (село)
Помощник е село в Южна България. То се намира в община Гълъбово, област Стара Загора.

## География
Село Помощник се намира в Югоизточния край на България в подножието на Сакар планина. Релефът на местността където е разположено селото е хълмист. В източния и южния му край има широколистни гори. Значителна част в източния му край е залесена с бор и са създадени гъсти борови гори. На север граничи със село Главан /на 5 км/, а на юг със село Овчарово /на 6 км/. В югозападна посока се намира с. Тенево, но до него няма изграден директен асфалтов път. Има асфалтов път до най-близките градове – Харманли /25 км/, Симеоновград /20 км/, Гълъбово /30 км/ и гр. Тополовград /35 км/. Няма железопътна линия. В селото няма училище, по-скоро училището е закрито /сграда има/, поради липса на деца. Учениците ходят на училище с автобуси в гр. Гълъбово. Няма детска ясла или градина. Има три магазина в които се продава всичко. Има здравен пункт, но няма постоянно лекар. От с. Главан, два пъти седмично пристига доктор. Всеки ден има автобус /микробус/ за/от гр. Харманли и гр. Гълъбово. Селото е водоснабдено, но обратна канализация няма. В селото основния поминък е отглеждането на тютюн /все по-ограничен/, слънчоглед, зърнени култури, лозя. От животните най-разпространена е козата, малко овце и крави. В региона има отлични пасища. Изградени са няколко малки микроязовира и един по-голям язовир. По-характерни местности са: „Соватя“, „Чобан кория“, „Могилите“, „Голямата кория“, „Турското гробище“, „Мадънлъка“, „Съкчалий“, „Али бажа“, „Кесьовите саи“, „Изгорялото“, „Шукляря“, „Гьолтарла“, „Доран касаба“, „Щерьовите чиири“, „Топузовата кория“, „Джемеря“. Ниско планинската гориста местност и природните дадености тук правят това място отлична дестинация за лов. Ловува се на заек, яребица, пъдпадък, гривек, дива патица, кеклик, фазан, от едрия дивеч – диво прасе, сърна. От хищниците – лисица, дива котка, чакал, вълк.

## История
Името на село Помощник идва като превод от турската дума „калфа“, което означава чирак или помощник. Старото име на селото е Калакюу /жаргонно от калфакюу/. И макар че произходът на името е турски, тук понастящем не живеят български граждани от турски произход или мохамедани. В селото живеят българи и цигани. В селото има много малко деца, включително и при циганите, повечето от които са християни. Някога обаче, тези земи са населявани от турци които през Руско-турската освободителна война и по-рано, са се изселили в Турция. В селото има местност наречена „Турските гробища“ /сега гора/, където на времето са погребвани починалите турци. В най-западния край на селото е разположена местността „Могилите“. Името идва от многото могили издигнати тук още от римско време към които през времето на „социализма“ никой не проявява интерес, а по-късно се разграбват от иманяри.

## Редовни събития
Провежда се ежегоден панаир през втората неделя на ноември. На сирни заговезни се пали голям огън в центъра на селото и се хвърлят перници.